# Kuruçay, Çekerek
Kuruçay là một xã thuộc huyện Çekerek, tỉnh Yozgat, Thổ Nhĩ Kỳ. Dân số thời điểm năm 2010 là 359 người.